# 芦貫
芦貫（あしぬき、生没年不詳）とは、江戸時代の大坂の浮世絵師。

## 来歴
蘭英斎芦国の門人かといわれる。大坂の人で心斎橋北詰に住む。作画期は文化13年（1816年）から文政元年（1818年）の頃にかけてで、役者絵を残している。

## 作品
- 「白酒売・やっこ　中村歌右ヱ門」　大判錦絵　池田文庫所蔵　※文化14年3月、角の芝居の『莫恠踊化姿』より
- 「わしの尾三郎・嵐吉三郎」　大判錦絵　池田文庫所蔵　※文政元年5月、堀江市の側芝居『須磨都源平躑躅』より